# ジェネリックトップレベルドメイン
| #  | gTLD    | 用途 |
| -- | ------- | --- |
| 1  | .aero   | 航空業界。 |
| 2  | .arpa   | インターネット・アーキテクチャ委員会の勧告に従い、インターネットの運営上重要な、 インフラ上のホスト名特定のための領域としてのみ確保されている。 |
| 3  | .asia   | アジア太平洋地域の企業・団体・個人。 |
| 4  | .biz    | ビジネス。 |
| 5  | .cat    | カタルーニャ語話者およびカタルーニャ文化圏。 |
| 6  | .com    | 商取引事業者、だが厳密ではない。 |
| 7  | .coop   | 協同組合 |
| 8  | .edu    | 小中高等教育機関 |
| 9  | .gov    | アメリカ合衆国における、連邦・州・地方の政府機関。                                                                                              |
| 10 | .info   | 情報サイト、だが厳密ではない。 |
| 11 | .int    | 条約によって設立された国際機関。 |
| 12 | .jobs   | 雇用に関するサイト。 |
| 13 | .mil    | アメリカ軍。 |
| 14 | .mobi   | モバイルに対応したサイト。 |
| 15 | .museum | 博物館・美術館。 |
| 16 | .name   | 個人・家族。 |
| 17 | .net    | 元々はインフラのためのものであった。現在は制限なし。                                                                                            |
| 18 | .org    | 元々は、他のgTLDに該当しない団体のためのものであった。現在は制限なし。                                                                          |
| 19 | .pro    | 特定の職業 |
| 20 | .tel    | 電話網およびインターネットの通信に関するサービス。2007年3月2日追加                                                                              |
| 21 | .travel | 旅行代理店、航空会社、ホテル、旅行事務局など |
| 22 | .xxx    | アダルトサイト用 |

ジェネリックトップレベルドメイン（英語: generic top-level domain、略称：gTLD）とはトップレベルドメインの種類の一つ。IANAによって管理され、インターネットで使用される。分野別トップレベルドメインと呼ばれることもある。
概観すると、IANAはトップレベルドメインを以下のように区分けしている。
- インフラ用トップレベルドメイン (.arpa)
- 国別コードトップレベルドメイン（country code top-level domain） (略称：ccTLD)
- 国際化ドメイン（internationalized top-level domain） (略称：IDN)
- ジェネリックトップレベルドメイン (gTLD)
- 制限付きジェネリックトップレベルドメイン

ジェネリックトップレベルドメインの主なものには.com、.info、.net、.orgがある。さらに.biz、.name、.proドメインもジェネリック（一般）ドメインとされているが、これらは仕様上制限付きジェネリック (generic-restricted) であり、登録にはそれぞれに定められたガイドラインに従い、適格性の証明が必要とされる。
歴史的に見ると、ジェネリックトップレベルドメイン群にはドメイン名システムの開発初期に作られたものも含まれる。特に.edu、.gov、.int、.milなどである。しかし、これらのドメインは現在相当する企業や機関によって出資されており、新しく作られた「テーマごとの」ドメイン名と同様、スポンサードトップレベルドメインであると考えられる。国別コードトップレベルドメインではないドメイン名、すなわち地域や国の明示がないドメイン名はいまだに「ジェネリック」ドメインと呼ばれることも多い。
最新のgTLDとして使用される文字列については以下を参照。
- “ルートゾーンに追加されたgTLDの一覧”.   ICANN (2014年4月24日). 2014年4月29日閲覧。

## 歴史
トップレベルドメインの最初のセットは、1984年10月のRFC920で決定された「一般用途のドメイン (general purpose domains)」で、以下の通りである。
- .com
- .edu
- .gov
- .mil
- .org

.netドメインは、これらのドメインの最初の実装の際に追加された。
.com、.net、.orgのTLDは、元々それぞれ別のユーザーをもっていたが、現在では事実上、主体・目的を問わず利用可能になっている。
1988年11月、.intドメインが新しく導入された。NATOの、国際組織としての立ち位置を適切に反映するドメイン名の要求に応える形であった。元々は、.ip6.int（.in-addr.arpaのIPv6版）など、インターネットのインフラ用データベースに使用することも計画されていたのだが、2000年5月、インターネットアーキテクチャ委員会は.intドメインを新しいインフラデータベースにしないよう提案した。将来考えられるこの種のデータベースはTLDシステム以前の遺産である.arpa中に作られることとなり、既存のデータベースは可能な限り.arpaに移されることになった。この結果、.ip6.arpaがIPv6の逆引きとして用いられることになった。
1990年半ばには、より多くのTLDを導入する必要性が高まってきていた。IANA代表のジョン・ポステルは関心のある団体からの申し込みを募集した。1995年の初め、ポステルは「ポステル草案 (Draft Postel)」を作成した。これはドメイン名およびTLDの新規登録の手続きなどを記したインターネット上の草案である。ポステル草案によって、ドメイン名およびTLDの新規登録のための多くの小委員会が作られた。関心の高まりをきっかけに、インターネットソサエティの保護の元、数々の大規模な組織がこのプロセスを引き継いだ。この試みには、仮組織である国際アドホック委員会 (IAHC) の組織の設立も含まれている。1997年の2月4日、IAHCはポステル草案の勧告を無視して7つの新しいTLDの導入を勧める報告を提出した (.arts, .firm, .info, .nom, .rec, .store, .web)。しかし、アメリカ政府の干渉を前にこの動きは失速し、何らの結果も残らなかった。

### 2000年
1998年9月、ドメイン名管理業務を引き継ぐためICANNが設立された。提案要求（2000年8月15日）と公的協議のための猶予期間の後、ICANNは2000年11月16日に、新しい7つのTLDを以下のように選出したと発表した。
- .aero
- .biz
- .coop
- .info
- .museum
- .name
- .pro

これらの新しいgTLDは2001年の6月に実用化され、2001年の終わりには.pro以外の全てのドメインが実在し、.infoと.museumはすでに完全に稼働していた。.nameと.coopは年明け後の2002年1月に完全稼働を開始した。.proは2002年5月にgTLDとなったが、2004年の6月まで完全稼働は開始しなかった。

### 2005年
ICANNは、スポンサードトップレベルドメイン（sTLD 前述の.aero .coop .museumがこれに該当する）群をはじめとしてさらにTLDを追加している。これらの申請期間は2003年12月15日から2004年3月16日で、10個のTLDが申請された。2005年の時点で、ICANNは数件の新しいTLDの原則的な承認を発表した。
- .cat
- .jobs
- .mobi
- .post（2008年の時点で未承認）
- .tel
- .travel
- .asia

### 2011年
ICANNは、さらに TLD を追加した。
- .xxx

### 2012年 条件付き無制限のgTLD
2008年6月26日、ICANNは新しいgTLDプログラムの勧告を承認した。このプログラムは、企業が後述する承認を得る事を条件とした、新規に任意のgTLDを登録できるようにするものである。
これまでICANNはgTLDの追加に慎重であったが、この新しいプログラムによって、組織それぞれが自身や顧客に最適なgTLDを取得できるようになるとしている。例えば、マイクロソフトが.msnを取得したり、Googleが.googleを取得したり、ニューヨーク市が.nycを取得したりできるようになる。また、IDN対応となりラテン・アルファベット、算用数字、ハイフン以外の多くのユニコード文字も利用でき、なおかつセカンドレベルドメインの表記もgTLDの利用者が独自に行える（例：「.wikipedia」を取得すれば「ja.wikipedia」を「日本語.wikipedia」と表記できる）。
この新システムはICANNによると、下記の様なスケジュールで進行するとされている。
- 2010年9月頃 新運用規定を制定
  - 年末までに新規定の申請ガイドブックを公表。
- 2011年6月20日 ICANN第41回会合で、新gTLDの導入計画が理事メンバー賛成多数で承認。
  - 2012年1月12日より申請受付およびICANN委員会の承認作業を開始予定。（申請期限は同年4月12日まで）同年後半頃には実際に新規定に基づいたドメインの運用が開始される予定。

なお、新システム下のgTLDは申請費用が18万5000ドル (1850万円、1ドル=100円の場合) かかるほか、複雑な申請手順・運用が求められるので、一般レベルでの申請・運用は難しい（本節に “条件付き” とあるのはこれに起因する）。
日本におけるgTLDの導入（準備）例
- キヤノンは「gTLDの新制度が導入開始された際には「.canon」を取得するための準備を開始する」と表明している[6]。
- 日立製作所は2011年より「.hitachi」を取得するための準備を開始し、2015年5月に取得、同年10月から順次運用を開始する予定[7]。
- 大日本印刷は2013年12月13日に「.dnp」を取得し[8]、翌年6月18日から一部のWebサイトにて運用をしている[9]。
- ICANNは2014年1月29日に日本の地理的名称を使った「.tokyo」「.nagoya」を新たにルートゾーンに追加した。それぞれ東京都と名古屋市からの支持を受ける形でGMOドメインレジストリが申請を行い、同社がレジストリ事業者として管理、「.nagoya」の登録受け付けを2014年2月20日より開始した。地理的名称を使ったgTLDは日本では初、世界でもウィーン (.wien)、ベルリン (.berlin) に次いで3例目となる。以降、4月からは「.tokyo」、6月から「.yokohama」、7月から「.okinawa」、10月から「.ryukyu」「.kyoto」、2015年2月から「.osaka」がそれぞれ運用を開始している。また、同社は前述の「.canon」「.hitachi」や「.toshiba」「.nhk」「.kddi」の企業名によるgTLDの申請に携わっているという[10][11]。なお、「.okinawa」「.ryukyu」はビジネスラリアートが 、「.kyoto」は京都情報大学院大学が、「.osaka」はインターリンクがそれぞれ管理主体となって運営している。

日本における「地域gTLD」運用状況
| gTLD名称  | 支持自治体 | 運営事業者            | 運用開始日    | ポータルサイト         |
| --------- | ---------- | --------------------- | ------------- | ---------------------- |
| .nagoya   | 名古屋市   | GMOドメインレジストリ | 2014年2月20日 | http://hello.nagoya/   |
| .tokyo    | 東京都     | GMOドメインレジストリ | 同年4月7日    | https://hello.tokyo/   |
| .yokohama | 横浜市     | GMOドメインレジストリ | 同年6月5日    | http://hello.yokohama/ |
| .okinawa  | 沖縄県     | ビジネスラリアート    | 同年7月1日    | http://nic.okinawa/    |
| .kyoto    | 京都府     | 京都情報大学院大学    | 同年10月10日  | https://nic.kyoto/     |
| .ryukyu   | 沖縄県     | ビジネスラリアート    | 同年10月20日  | http://nic.ryukyu/     |
| .osaka    | 大阪府     | インターリンク        | 2015年2月10日 | https://domain.osaka/  |

### 2015年
2015年10月25日、ICANN は 2015年にドメイン名衝突回避のため .corp, .home, .mail を TLD に利用 (登録) しないことが決定された。(.local のような問題を起こさず、ローカルで利用することができるよう保証された。)
2015年12月16日、ICANNはカタカナ新ドメイン「.コム」の先行登録を開始すると発表した。ICANNによると、一般向けに登録を受け付けているドメインのなかでは世界で初めてカタカナ文字列を使用したもので、日本語.comと同じように活用されることが期待されている。